# Таинственная игра
Таинственная игра (яп. ふしぎ遊戯 фусиги ю: ги) — сёдзё-манга авторства Юу Ватасэ. Рассказывает о приключениях двух лучших подруг, попавших в мир, похожий на феодальный Китай, где они поневоле оказываются по разные стороны баррикад.
Манга выходила в Японии с 1 мая 1992 года по 1 июля 1996 в журнале Shojo Comic. Всего было выпущено 18 танкобонов. Продолжение издавать не планируется. Начиная с 25 октября 2003 года начала выпускаться манга «Fushigi Yuugi: Genbu Kaiden», являющая предысторией оригинальной окончена 2014 году.
Аниме-адаптация манги была выпущена в 1995 году студией Studio Pierrot. Премьерный показ на канале TV Tokyo длился с 6 апреля 1995 по 28 марта 1996 года. Сериал включает в себя 52 серии по 25 минут. В период с 1996 года по 2001 также было выпущено дополнительно 4 OVA-сериала.

## Сюжет
Миака Юки и Юи Хонго — две лучшие подруги, совершенно разные по характеру. Однажды, будучи в библиотеке, они забредают в закрытый архив, где находят книгу «Вселенная четырёх богов», которая, как на ней написано, исполнит все желания того, кто её прочитает. Начав читать, они попадают в другой мир, похожий на древний Китай, и тут же оказываются в руках бандитов. Их спасает юноша Тамахомэ, который, однако, узнав, что у подруг совсем нет денег, покидает их. Они обе влюбляются в таинственного спасителя.
В этом мире существует четыре государства, расположенные в четырёх частях света, каждому из которых покровительствует божество — на севере это черепаха Гэмбу, на юге — огненная птица Судзаку, на востоке — водный дракон Сэйрю, на западе — тигр Бякко. Легенда гласит, что время от времени из другого мира приходят девушки, которым уготовано стать жрицами этих богов, собрать Семерых небесных воинов, и, наконец, призвать божество на землю для исполнения любых трёх желаний.
Волею судьбы Миака становится жрицей Судзаку, охраняющего государство Конан, а Юи — жрицей Сэйрю, покровительствующего империи Куто, правитель которой хочет завоевать другие три страны и собирается использовать для этого божественную силу Сэйрю. Девушки становятся врагами — в силу божественных (Судзаку и Сэйрю — извечные враги) и личных (они обе влюбляются в Тамахомэ, одного из хранителей Судзаку) причин.

## Мифология
Вся мифологическая составляющая «Fushigi Yugi» отнюдь не является плодом воображения Ю Ватасэ, а позаимствована из древнекитайской мифологии. Каждый из богов в ней ассоциировался с одним из четырёх времён года, у каждого были свои особенности и каждый играл свою роль в течение жизни на земле. Им всегда поклонялись больше, чем всем остальным богам, кроме того, они противопоставлялись им потому, что были богами-животными, в то время, как прочие боги имели человеческий вид.
В китайской астрологии, четыре мифических животных считаются правителями небесных царств. Небо разделяется на четыре области — северную, южную, восточную и западную. Каждое из божеств владеет одной из этих областей, в каждой из которых есть по семь созвездий. Эти созвездия и нашли отражение в «Fushigi Yugi» — жрице необходимо собрать Семерых воинов, чтобы призвать божество на землю. Имена воинов совпадают с названиями созвездий.

## Персонажи
Действие Таинственной игры происходит параллельно в двух мирах — нашем мире и мире книги «вселенная четырёх богов».

### Наш мир
Миака — Вместе со своей подругой Юи попала в другой мир, где стала жрицей Судзаку. Довольно неуклюжая и любит поесть, чем часто пользуются её враги. Терпеть не может учиться. Однако, несмотря на все эти отрицательные качества она довольно популярна среди мужчин, хороший друг и отличный товарищ. Готова пожертвовать жизнью ради спасения мира и близких для неё людей, что не раз доказывала своими поступками. Сэйю: Каэ Араки.
Юи — Оказавшись в другом мире, волей судьбы стала врагом своей лучшей подруги Миаки, как по личным вопросам, влюбившись с ней в одного и того же человека, так и по политическим, потому что согласилась стать Сэйрюу но Мико. Полная противоположность Миаки. Отличница в школе. Юи выглядит холодной и рассудительной, но только она сама знает что творится у неё в душе. Сэйю: Юми Тома.

### Вселенная четырёх богов
«Вселенная четырёх богов» разделена на четыре части (север, запад, юг, восток), каждой покровительствует определённое божество. По легенде, в каждой части «вселенной» есть 7 хранителей, которые могут вместе со жрицей призвать своего бога. Имена хранителей происходят от названия небесных созвездий, взятых в свою очередь из китайской астрологии.
Хранители Судзаку — Хранители государства (империи) Конан в южной части «вселенной четырёх богов». Покровитель Конана — магическое существо Судзаку (красный феникс), которое, по легенде, может вызвать жрица Судзаку. Предназначение хранителей — оберегать жрицу Суздаку и помочь ей призвать Судзаку, когда в этом настанет необходимость.

Тамахомэ

Тамахомэ — Один из хранителей Судзаку. Простой парень из бедной семьи, имеющий множество братьев и сестёр и больного отца. На первый взгляд может показаться, что все что его волнует в жизни это деньги, но на самом деле это не так и он так старается заработать их только для того, чтобы все его братья и сестры были сыты. Готов пожертвовать всем ради семьи и друзей. Любит Миаку больше всего на свете. Сэйю: Хикару Мидорикава.

Хотохори

Хотохори — Хранитель Судзаку и в то же время верховный правитель империи Конан. Несмотря на то, что живёт в огромном дворце в окружении множества слуг до появления Миаки чувствовал себя очень одиноким, так как все вокруг кроме Миаки, а позже и друзей, которых он завёл, пока вместе с жрицей Судзаку и Тамахоме искали остальных хранителей, видят в нём исключительно императора. Делает все возможное, чтобы люди в его империи были счастливы, стараясь при этом и исполнять обязанности хранителя, что порой не легко совмещать. В 4 серии признался Миаке в любви. Сэйю: Такэхито Коясу.

Нурико

Нурико — Хранитель Судзаку. Невероятно силён физически, хотя и не выглядит таковым. В любовном плане больше предпочитает мужчин, нежели женщин. Обычно носит женскую одежду из-за чего большинство окружающих его людей даже не догадываются о том, что он мужчина. Начал носить женские платья ещё с детских лет после того как умерла его сестра, сперва считая, что так с ним всегда будет её частичка, а позже уже просто по привычке. Любит императора и очень раздосадован тем, что тот не отвечает ему взаимностью. Незадолго до своей смерти признается Миаке, что любит одну девушку. Позже открывает Тамахомэ, что тоже любит Миаку, но будет в меру своих сил помогать им, как старший брат. Сэйю: Тика Сакамото.
Таски — Один из хранителей Судзаку. В прошлом бандит, но бандит, имеющий строгий кодекс чести. В виде оружия использует веер, извергающий пламя. Сэйю: Нобутоси Канна.
Титири — Хранитель Судзаку. Обладает магическими способностями неизвестной природы. Всегда носит маску улыбающегося человека, чтобы скрыть шрам на лице и не пугать им окружающих. Сэйю: Томокадзу Сэки.
Мицукакэ — Является доктором, имеет настоящий талант помощи людям. Но после смерти Сёки — девушки, которую он не смог спасти и которую любил больше всего на свете, он надолго забросил медицинскую практику и стал отшельником. Может лечить наложением рук при помощи передачи своей энергии больным. Любит животных. Сэйю: Кодзи Исии.
Тирико — Самый молодой из хранителей Судзаку. Очень умный. Приехал в столицу империи Конан чтобы учиться на государственного служащего. Сэйю: Томоко Каваками.
Хранители Сэйрю — Хранители государства (империи) Куто в восточной части «вселенной четырёх богов». Покровитель Куто — магическое существо Сейрю (голубой дракон). По сюжету империя Конан и империя Куто являются давними врагами, соответственно хранители Сейрю — главные противники хранителей Судзаку.
Накаго — первый хранитель Сэйрю, посвященный защищать жрицу. Является сегуном Куто и контролирует две трети армии Куто. Сила хранителя: очень сильный маг. Использует энергию ти (чи) для создания энергетических разрядов, силовых барьеров, телекинеза и т. п.
Амибоси — добрый, спокойный, скромный парень, второй хранитель Сэйрю. Амибоши присоединяется к Миаке и её спутникам, выдавая себя за Тирико. Старший брат Субоси. Амибоши — единственный из хранителей Сэйрю, который хотел, чтобы силу Сэйрю и Судзаку не использовали для сражений и убийств. И он единственный из хранителей Сэйрю, который остался жив. Сила хранителя: играя на флейте, контролирует ки (жизненную энергию).
Субоси — безрассудный, дерзкий, своевольный парень, третий хранитель Сэйрю. Сила хранителя: использует телекинез, чтобы контролировать свое оружие, Рюусэйсуй
Сой — четвёртый хранитель Сэйрю. 19 лет. Сила хранителя: контроль над молниями, электромагнетизм, магия сексуальной энергии. Влюблена в Накаго.
Томо — актёр китайского музыкального театра, самый эксцентричный из хранителей Сэйрю. Сила хранителя: создание иллюзий, телекинез
Мибоси — злобный, сильный маг, и пожалуй самый таинственный из всех хранителей. Сила хранителя: Чёрная магия. Может вселяться в тела других людей, вызывает демонов.
Аситарэ — получеловек, полуволк. 34 года. Сила хранителя: оборотень (полуволк)
Хранители Гэмбу — Хранители государства (империи) Хоккан в северной части «вселенной четырёх богов». Покровитель Хоккана — магическое существо Гэмбу (чёрная черепаха). В далёком прошлом в империи Хоккан уже появлялась жрица Гэмбу. Она призвала Гэмбу и спасла империю, которая находилась на краю гибели (об этом повествует отдельная манга Fushigi Yugi Genbu Kaiden). На момент повествования основной истории «Таинственной игры» все хранители Гэмбу умерли, однако двое из них остались охранять артефакт «Синдзахо» в виде призраков.
Хикицу
Томитэ
Уруки
Намамэ
Хацуи
Инами
Урумия — их двое — старший брат Тэгу и младший Хагас. Поскольку они близнецы, то символ «урумия» разделился между ними ещё в утробе матери. У Тэгу сила хранителя проявилась в девять лет, и тут же оборвалась его нормальная жизнь. Несмотря на то, что он провёл в темнице семнадцать лет, почти совсем не изменился (только у него поседели волосы). Чтобы спасти своего старшего брата Хагас работал наёмником.
Хранители Бякко — Хранители государства (империи) Сайрю в западной части «вселенной четырёх богов». Покровитель Сайрю — магическое существо Бякко (белый тигр).
Татара
Токаки
Субару
Амэфури
Тороки
Карасуки
Кокиэ (Экие)

## Авторский состав
Мангака — Юу Ватасэ

### Аниме
Режиссёр — Хадзимэ Камэгаки
Художники:

Хитоси Нагасаки — художник-постановщик, Юдзи Икэда
Дизайн персонажей — Хидэюки Мотохаси
Вокал: 

Сато Акэми

## Серии
- 01 — Девушка из легенды
- 02 — Жрица Судзаку
- 03 — Семь звёзд Судзаку
- 04 — Упущенная любовь
- 05 — Противоречивые чувства
- 06 — Пусть я умру…
- 07 — Путь домой
- 08 — Краткий миг разлуки
- 09 — Незримые враги
- 10 — В поисках Юи
- 11 — Жрица Сэйрю
- 12 — Только ты
- 13 — Во имя любви
- 14 — Волчья твердыня
- 15 — Град воскрешённых
- 16 — Скорбная битва
- 17 — Волшебная флейта
- 18 — Капкан любви
- 19 — Растоптанная любовь
- 20 — Несбыточная мечта
- 21 — Защитить тебя
- 22 — Я тебя никогда не покину
- 23 — Тень заговора
- 24 — Пламенное решение
- 25 — Любовь и печаль
- 26 — Звёздный фестиваль
- 27 — Надгробная клятва
- 28 — Обзор первого сезона. Древний путь
- 29 — Тайны зовут
- 30 — Сполохи битвы
- 31 — Омут сомнений
- 32 — Умереть во имя звезды Судзаку
- 33 — Прощай навеки, Нурико
- 34 — Ледяные хранители
- 35 — Адский мираж
- 36 — Растерзанные чувства
- 37 — Колдовской жар
- 38 — Пробуждение сердца
- 39 — Проклятое наваждение
- 40 — Фальшивая любовь
- 41 — Свет возрождения
- 42 — Непреодолимая стена
- 43 — Прощальная встреча
- 44 — Сраженья миг
- 45 — Свет, что нас разлучит
- 46 — А был ли мальчик?
- 47 — Покой сияющих сердец
- 48 — Пусть жизнь свою отдам я…
- 49 — Свадебная церемония
- 50 — Искупление
- 51 — Воплотившаяся надежда
- 52 — Ради любимого